# Saint-Martin-le-Gréard
Saint-Martin-le-Gréard – miejscowość i gmina we Francji, w regionie Normandia, w departamencie Manche.
Według danych na rok 1990 gminę zamieszkiwało 216 osób, a gęstość zaludnienia wynosiła 76 osób/km² (wśród 1815 gmin Dolnej Normandii Saint-Martin-le-Gréard plasuje się na 672. miejscu pod względem liczby ludności, natomiast pod względem powierzchni na miejscu 1049.).